# 曼达瓦河
50°53′25″N 14°49′32″E / 50.8902°N 14.8256°E

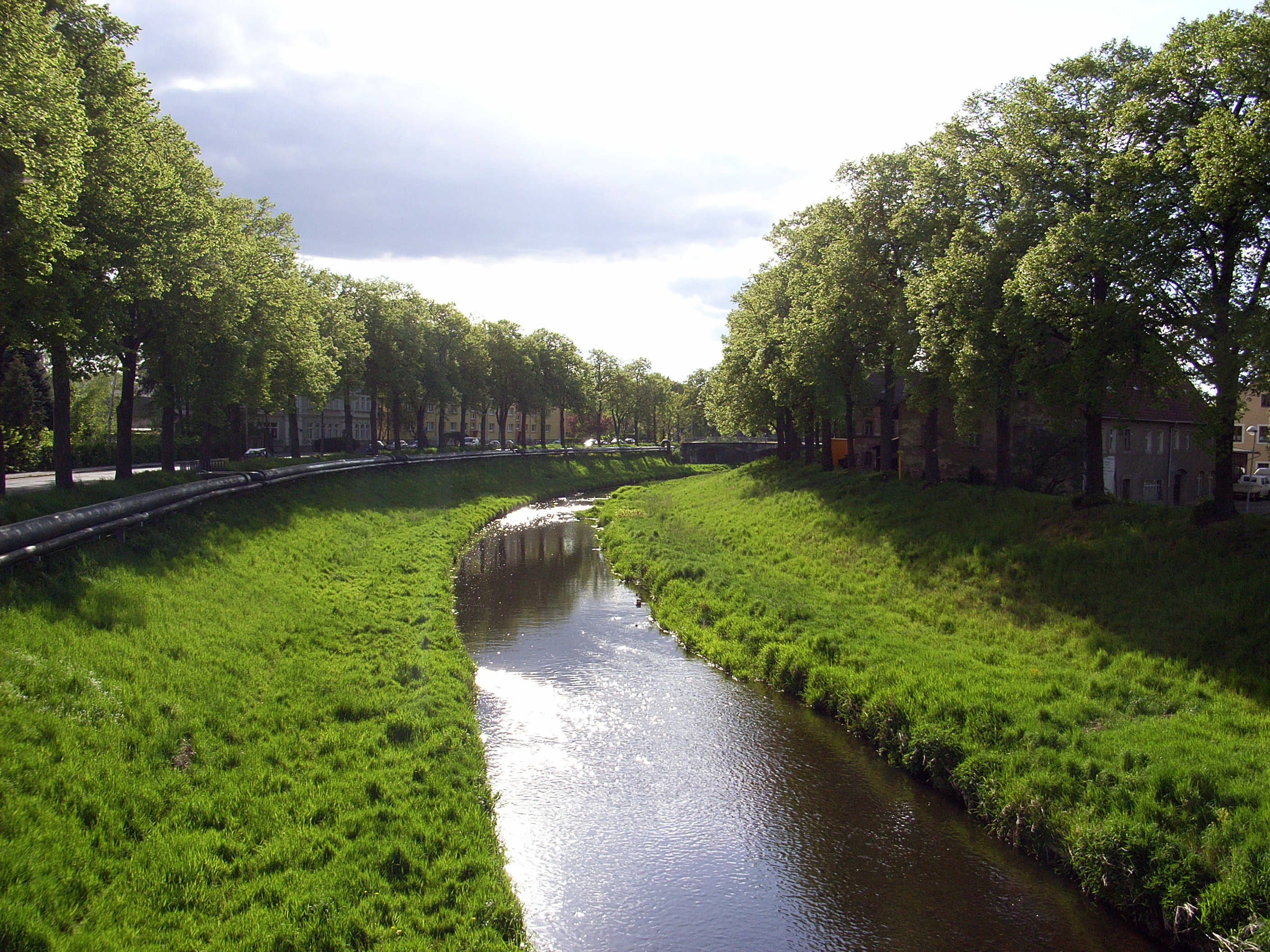

曼达瓦河是歐洲的河流，流經捷克波希米亞和德國薩克森州，为尼薩河的左支流，位於首都布拉格以北90公里，河道全長41公里，河口在齊陶附近。